# Terry Bouhraoua
Terry Bouhraoua (29 de agosto de 1987) é um jogador de rugby sevens francês.

## Carreira
Terry Bouhraoua integrou o elenco da Seleção Francesa de Rugbi de Sevens, na Rio 2016, que foi 7º colocada.